# کرونیتس وانک
کرونیتس وانک (ارمنی: Քրոնից վանք؛ انگلیسی: Kronits Vank) یک صومعه متعلق به کلیسای حواری ارمنی واقع در شهر  استان سیونیک ارمنستان می‌باشد. ساخت و ساز این ساختمان در سده ۱۳ام میلادی؛ به پایان رسید. این بنا به سبک معماری ارمنی طراحی شده است.